# La fortuna di essere donna
La fortuna di essere donna è un film del 1956 diretto da Alessandro Blasetti.

## Trama
Antonietta Fallari lavora nel negozio di merceria di sua madre ed è fidanzata con Federico, uno scialbo avvocato, ma sogna il successo e il benessere. Un'occasione imprevista si presenta quando Corrado, fotografo della stampa scandalistica, la ritrae d'improvviso in una posa apparentemente maliziosa mentre si stava solo aggiustando una calza, e poco dopo la foto appare sui giornali riscuotendo un vasto successo.

Una scena con Charles Boyer, Sophia Loren e Titina De Filippo

Federico vorrebbe che Antonietta denunciasse Corrado e gli chiedesse i danni morali e materiali; lei invece, più furba e opportunista, cerca di sfruttare la situazione per conoscere persone influenti ed entrare nel mondo della moda e dello spettacolo.
La vita della ragazza cambia radicalmente: Antonietta lascia il fidanzato, dimagrisce rapidamente grazie a una dieta ferrea, si presta a collaborare con Corrado per servizi fotografici in cui è coperta solo da un asciugamano o in cui appare succintamente vestita fra le rovine di Roma, e ha anche modo di vivere un'avventura di una notte con il fotografo, fin quando quest'ultimo non le presenta il suo vicino di casa, il conte Sennetti, un manierato aristocratico di mezza età che grazie alle sue conoscenze è in grado di sistemarla definitivamente.
Seguendo le istruzioni del conte, Antonietta impara a frequentare l'alta società e a comportarsi da gran signora, perché i soldi vanno solo a chi ce li ha già, finché effettivamente ottiene un contratto cinematografico. Antonietta vorrebbe coronare le sue ambizioni facendosi sposare dal conte, ma viene a scoprire che quest'ultimo è già sposato, e con una donna che sa come farsi rispettare. Alla fine, delusa e dopo una lite con Corrado, durante la quale la ragazza rinnega le buone maniere faticosamente apprese per dare sfogo alla sua indole popolaresca, i due scoprono di essere innamorati e decidono di sposarsi.

## Distribuzione
Il film uscì per la prima volta nelle sale cinematografiche italiane dal 30 gennaio 1956.

## Accoglienza

### Critica
Nel 2012, secondo Il Morandini il film è "una delle migliori commedie degli anni '50".